# Orophus championi
Orophus championi är en insektsart som först beskrevs av Henri Saussure och Francois Jules Pictet de la Rive 1898.  Orophus championi ingår i släktet Orophus och familjen vårtbitare. Inga underarter finns listade i Catalogue of Life.